# Climat de la Meuse
Le département de la Meuse est soumis à un climat tempéré qui est caractérisé par des saisons thermiques alternées.
Le volume annuel des précipitations s'établit, en moyenne, à 800 millimètres. Ces valeurs, habituelles dans les plaines et les collines du Bassin parisien, présentent des différences au sein du département.
La Meuse subit des épisodes de « durcissement » climatique introduits sous l'effet de la continentalité au cœur de l'hiver, installées par un anticyclone froid, induisent un gel fort et prolongé qui est parfois renforcé par un vent de nord-est. Ces journées froides, mais aux cieux clairs et ensoleillés, contrastent avec la canicule régulière d'un été souvent assez court.  Les hivers sont frais et les étés tièdes avec des orages fréquents.
Le volume annuel des précipitations s'établit, en moyenne, à 800 millimètres. Mais ces valeurs, habituelles dans les plaines et les collines du Bassin parisien, présentent des disparités à l'intérieur du département.

## Risques naturels

### Tempêtes et ouragans
Les collines, les bois, les cols et la proximité des eaux rendent la direction des vents extrêmement variable et ont sur elle une influence marquée.
Divers ouragans ont été signalés en Meuse, parmi lesquels celui de 1776 qui dévasta 17 maisons à Trémont-sur-Saulx. Les orages sont fréquents en été dans le département et provoquent occasionnellement des dégâts. 
Une tornade de forte densité (EF3) a frappé Thonne-la-Long et Virton le 17 juin 1904, causant le déracinement d'arbres, la démolition d'hangars, l'arrachage de toitures en tout ou partie dont certaines emmenées à grande distance, des dégâts considérables à l'Institut Pierrard, des éléments de toitures (couvertures en zinc ou poutres) projetés à de très grandes distances, une chapelle démolie (édifice solide en briques) ainsi que deux maisons détruites près de Virton.

### Enneigements
Janvier et février sont les mois où ils tombent le plus de neige. Les années durant lesquelles il y a eu le plus de neige du XVIIe siècle au XIXe siècle sont : 1665, 1730 à 1731, 1751, 1783, 1788, 1794, 1827, 1841, 1888.
Plusieurs enneigements ont été remarquables :
- pendant l'hiver 1840-1841, une hauteur de neige de 1,065 m est tombé à Damvillers, le sol fut enneigé pendant un mois et demi en l'hiver 1879-1880 ;
- juillet 1888 a présenté une bizarrerie météorologique avec une chute de pluie et de neige mélangée ;
- durant l'hiver de 1680, de grandes neiges ont commencé le 22 décembre et ont duré deux mois et demi à Montfaucon-d'Argonne ;
- le 14 mars 1681, il y a eu un pied de neige de hauteur qui dura trois mois.